# Variimorda holzschuhi
Variimorda holzschuhi es una especie de coleóptero de la familia Mordellidae.

## Distribución geográfica
Habita en Irán y Turquía.